# 頓涅茨嶺

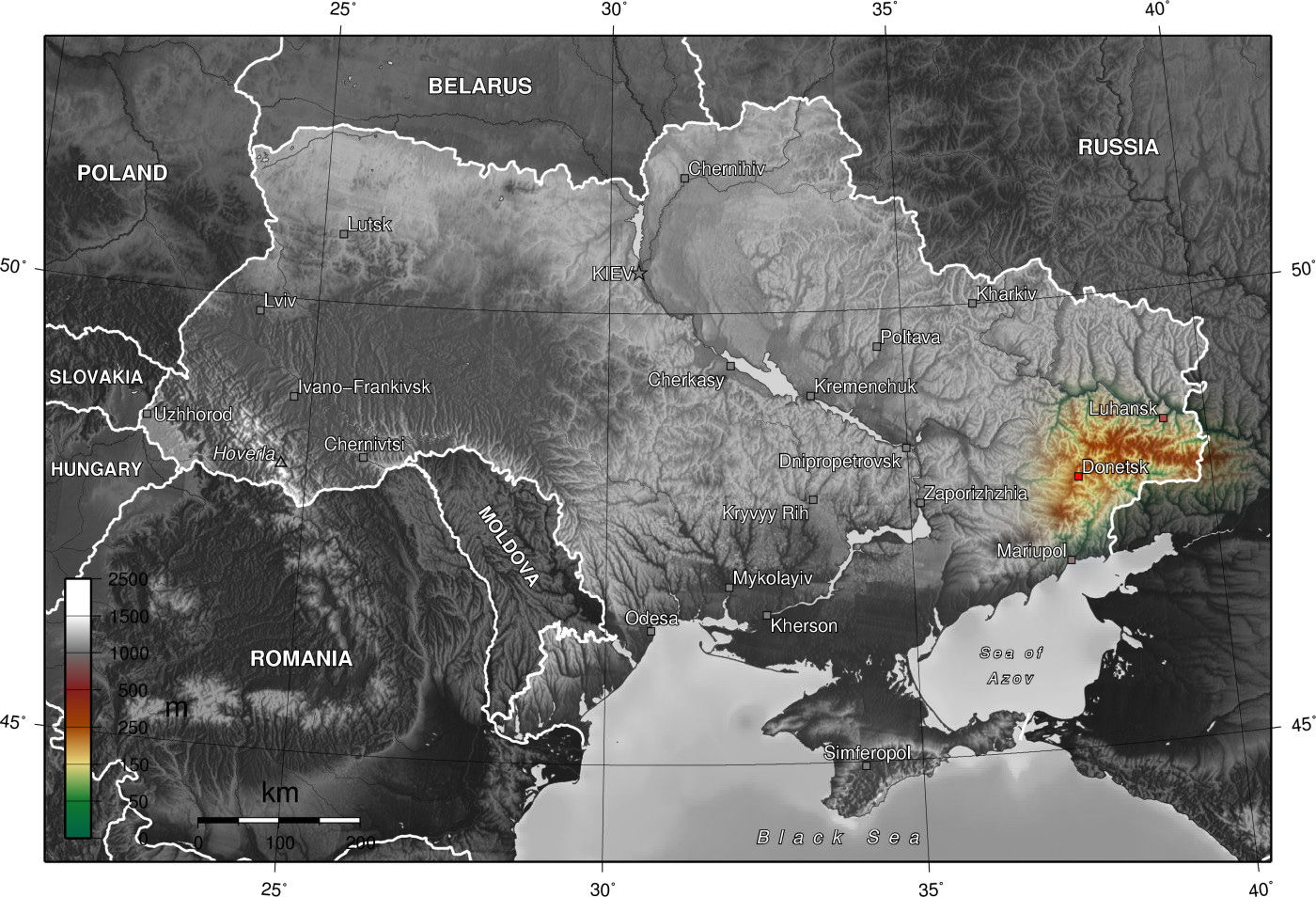

頓涅茨嶺，或顿涅茨垅岗是東歐的高原，位於烏克蘭東南部和俄羅斯西南部，屬於東歐平原的一部分，長370公里、寬160公里，面積23,000平方公里，平均海拔200至300米，最高點海拔高度367米。